# Saint-Sulpice (metropolitana di Parigi)
Saint-Sulpice è una stazione della metropolitana di Parigi sulla linea 4, ubicata nel VI arrondissement di Parigi.

## La stazione

### Origine del nome
Il nome è dato dalla rue Saint-Sulpice. Essa è ubicata nel quartiere odierno di Saint-Germain-des-Prés, nei pressi della chiesa di Saint-Sulpice, dedicata a san Sulpizio (fine VI secolo - 647) vescovo di Bourges dal 621 al 624 ed elemosiniere di Clotario II, costruita per sostituire la vecchia chiesa divenuta troppo piccola. Iniziata da Gamard nel 1646, la sua costruzione fu molto discontinua ed accidentata e terminò soltanto nel 1788.

### Storia
La stazione venne aperta il 9 gennaio 1910.

## Accessi
- 65, rue de Rennes
- 69, rue de Rennes

## Interconnessioni
- Bus RATP - 39, 63, 70, 84, 87, 95, 96
- Noctilien - N01, N02, N12, N13

## Nelle vicinanze
- Chiesa di Saint-Sulpice
- Palazzo del Lussemburgo
- Quartier Saint-Germain-des-Prés